# بابوفله سرخسی
با بوفله سرخسی، از عرفای سرخسی بوده که از او خانقاهی نیز باقی مانده است. همچنین او به شیخ ابوسعید ابوالخیر ارادت زیادی داشته است و از شواهد برمی آید که عارفی خضی مذهب بوده است.